# Brauenweber
Der Brauenweber (Ploceus superciliosus, Syn.: Pachyphantes superciliosus) auch Augenbrauenweber zählt innerhalb der Familie der Webervögel (Ploceidae) zur Gattung der Ammerweber (Ploceus).
Der Vogel kommt in Afrika vor in Äthiopien, Angola, Benin, Burkina Faso, Burundi, Demokratische Republik Kongo, Elfenbeinküste, Gabun, Ghana, Guinea, Guinea-Bissau, Kamerun, Kenia, Liberia, Nigeria, Republik Kongo, Ruanda, Sambia, Senegal, Sierra Leone, Sudan, Tansania, Togo, Uganda und in der Zentralafrikanischen Republik. 
Das Verbreitungsgebiet umfasst tropisches oder subtropisches Grasland und Savannen, jahreszeitlich überflutete Lebensräume, auch Dickichte und baumbestandene Flächen und Sümpfe in der Nähe von Ackerflächen von 700–1700 m Höhe.

## Merkmale
Die Art ist 12 cm groß und wiegt 19 bis 25 g. Dieser mittelgroße Weber ist kräftig und kurzschwänzig mit kräftigem, breitbasigem Schnabel. Das Männchen hat im Brutkleid einen gelben Scheitel, bis zum Auge gelb, zur Stirn hin kastanienfarben sowie eine schwarze Maske. Nacken, Rücken, Flügeldecken und Schwanz sind olivbraun gestrichelt. Die Unterseite ist goldgelb. Das Weibchen unterscheidet sich im Brutkleid durch einen dunklen Scheitel und breiten rostgelben Überaugenstreif. Im Schlichtkleid sind die Vögel bräunlich auf der Oberseite und matter sandfarben auf der Unterseite, mit dunklem Scheitel, dunklerem Überaugenstreif und dunklem Augenstreif.
Die Art ist monotypisch.

## Stimme
Der Gesang des Männchens wird als Reihe zwitschernder Töne „cheerr chrray-chrree-chrray chrree-chrray-chrree“ oder „trrri-titi-trrrri-titi-tri“, beim Füttern und während des Fluges gerne auch als ein surrendes Zwitschern beschrieben.

## Lebensweise
Die Nahrung besteht hauptsächlich aus Grassamen und Gliederfüßern. Die Vögel sind gesellig und jagen gern als Paar oder in kleinen Gruppen.
Die Brutzeit liegt zwischen August und Okt in Westafrika, zwischen Jan und Feb in Gabun und zwischen Juli und September im Kongo.

## Gefährdungssituation
Der Bestand gilt als nicht gefährdet (Least Concern).